# Un mot pour Kevin
 (juin 2025).
Pour plus de détails, voir Fiche technique et Distribution.
Un mot pour Kevin (plus connu sous le nom de Bonne fête Keven) est une vidéo virale publiée le 28 septembre 2008 sur YouTube. Le clip, filmé dans une cour privée de Saguenay, Québec, Canada, présente une vingtaine de fêtards et fêtardes qui rendent hommage à tour de rôle devant la caméra, au fêté, Keven Lavoie pour son 24e anniversaire. En date de 2023, la vidéo dépasse les 2 millions de visionnements sur le site.

## Histoire
La vidéo est publiée sur YouTube par la chaîne Soper666 le 28 septembre 2008. D'une durée d'un peu moins de 4 minutes, la vidéo se déroule dans la cour arrière d'une résidence de Saguenay, décorée de banderoles faisant la promotion de bière. À tour de rôle, les invités présentent chacun un court hommage au fêté, Keven, pour son 24e anniversaire. Keven n'apparait que vers la fin de la vidéo, alors qu'il est assis dans un jacuzzi.
Le vidéo donne lieu à toutes sortes de rencontres entre le caméraman et les invités de la fête. Chaque intervention est colorée par la personnalité du sujet filmé : remerciements, blague de saucisses, insultes bon enfant. Un participant confirme même la vente d'un serpent, croyant à tort que le message était destiné à la personne derrière la caméra. Le moment le plus viral du vidéo arrive à la 44e seconde lorsque Claude Asselin prononce spontanément les mots : « Envoye Kevin, [...] continue comme ça ! », une phrase à laquelle la vidéo doit beaucoup de son succès.

## Impact
La vidéo originale compte un million de visionnements sur YouTube en 2018. En 2023, on en recense le double.
Jean-Michel Berthiaume, docteur en sémiologie et spécialiste de la culture populaire, considère la vidéo comme le plus important court métrage québécois du XXIe siècle. Selon lui, Un mot pour Kevin est un document ethnographique qui étale la vérité de l’identité québécoise dans toute son ambiguïté et sa complexité.
Sans nécessairement pouvoir démontrer de corrélation avec le vidéo, on remarque que depuis la publication de la vidéo, le nombre annuel de nouveau-nés nommés Kevin est passé sous la barre des 100 pour la première fois depuis les années 1970 et que, cinq ans plus tard, ce nombre est tombé sous la barre des 50.